# Perryville (Missouri)
Perryville é uma cidade localizada no estado americano de Missouri, no Condado de Perry.

## Demografia
Segundo o censo americano de 2000, a sua população era de 7667 habitantes.
Em 2006, foi estimada uma população de 8034, um aumento de 367 (4.8%).

## Geografia
De acordo com o United States Census Bureau tem uma área de
20,1 km², dos quais 19,7 km² cobertos por terra e 0,4 km² cobertos por água. Perryville localiza-se a aproximadamente 90 m acima do nível do mar.

## Localidades na vizinhança
O diagrama seguinte representa as localidades num raio de 20 km ao redor de Perryville.